# Международная реакция на вторжение ХАМАС в Израиль (2023)
Реакцией на вторжение ХАМАС в Израиль в 2023 году, в ходе которого было убито не менее 1200 израильтян (около 2/3 из них — гражданские лица), ранено свыше 3000, совершены массовые изнасилования и произведён захват около 242 заложников, стало осуждение со стороны большинства западных стран, включая США, Канаду и Европейский союз (в общей сложности не менее 44 стран). Осудив нападение ХАМАС, они назвали его актом терроризма, заявив, что Израиль имеет право на самозащиту. Большинство арабских и мусульманских стран, в том числе Иран, Катар, Саудовская Аравия, Кувейт, Сирия и Ирак, выразили поддержку палестинцам и возложили ответственность за атаку ХАМАС на Израиль.
Ряд стран призвали обе стороны к прекращению огня. Ситуацию также прокомментировали международные, благотворительные и религиозные организации, а также публичные персоны и знаменитости.

Международная реакция на вторжение ХАМАС в Израиль в 2023 году
----
Страны, осудившие вторжение
Страны, обвинившие Израиль в провокации конфликта
Нейтральные страны
Неизвестно
----
Палестина
Израиль

## Государства

#### Австралия
- Министр иностранных дел, Пенни Вонг, выразила резкое осуждение совершённых ХАМАСом нападений на Израиль, включая неизбирательные ракетные обстрелы городов и мирных жителей. Подчеркивается, что «Австралия однозначно против таких актов насилия и выражено своё негодование по отношению к подобным действиям»[6].

#### Австрия
- Министерство иностранных дел Австрии, Александр Шалленберг заявил что прекращает сотрудничество с Палестиной. По его словам «масштабы террора настолько ужасны. Это такой разрыв, что вы не можете вернуться к обычным делам». Поэтому Австрия будет «рассматривать и оценивать» все проекты с палестинскими территориями[7].

#### Азербайджан
- Рабочая группа, занимающаяся азербайджано-израильскими межпарламентскими связями, выразила своё недовольство и осудила акт нападения на Израиль, высказав при этом искренние соболезнования пострадавшим[8].

#### Албания
- Премьер-министр Эди Рама и министр иностранных дел Олта Джачка выразили решительное осуждение нападения и выразили солидарность с жертвами, их семьями и всем Израилем[9].

#### Алжир
- Министерство иностранных дел Алжира выступило с заявлением, резко осуждающим израильскую бомбардировку Газы, призывающим международные организации вмешаться в конфликт и заявляющим о сочувствии палестинцам, борющимся против «израильского колониального поселения»[10].

#### Андорра
- Премьер-министр Андорры Ксавьер Эспот выступил с заявлением, в котором осудил «террористические атаки, совершённые в различных местах Израиля», выразил «солидарность с израильскими властями и гражданским населением», а также призвал «остановить эскалацию насилия и уважать международное гуманитарное право и приложить все дипломатические усилия для защиты гражданского населения как Израиля, так и Палестины»[11].

#### Аргентина
- Президент Альберто Фернандес осудил «жестокие террористические атаки» на Израиль[12], а министерства иностранных дел и культа заявили, что они «осуждают» «террористические действия ХАМАС против Израиля», выразив солидарность с израильским народом и соболезнования пострадавшим[13].

#### Армения
- Министерство иностранных дел заявило, что оно шокировано насилием между палестинцами и израильтянами и нападениями на мирных жителей. «Выражаем соболезнования родственникам погибших и скорейшего выздоровления раненым. Мы присоединяемся к международному сообществу, требующему положить конец насилию» — сказало оно[14].

#### Афганистан
- МИД Афганистана заявил, что Исламский Эмират Афганистан «тщательно отслеживает последние события в секторе Газа» и считает «возникновение подобных событий результатом попрания израильскими сионистами прав угнетенного палестинского народа» и неоднократные оскорбления и неуважение к мусульманским святыням, а также любые виды защиты и сопротивления палестинского народа свободе»[15].

#### Бангладеш
- Министерство иностранных дел опубликовало заявление для прессы, призывающее к немедленному прекращению огня и разрешению конфликта путём диалога и дипломатии. Он осудил вооружённый конфликт, выразил глубокую обеспокоенность по поводу «трагических потерь среди гражданского населения» и призвал обе стороны «проявлять максимальную воздержанность»[16][17].

#### Бельгия
- Министр иностранных дел Хаджа Лахбиб заявила, что Бельгия решительно осудила «массированные ракетные обстрелы израильского гражданского населения»[18].

#### Боливия
- Правительство Боливии выразило «глубокую обеспокоенность» ситуацией и раскритиковало «бездействие ООН и Совета Безопасности»[19].

#### Босния и Герцеговина
- Председатель Совета министров Боснии и Герцеговины Боряна Кришто осудила нападения как «несправедливые и жестокие» и выразила поддержку Израилю[20].

#### Бразилия
- Министерство иностранных дел заявило, что в качестве президента Совета Безопасности ООН Бразилия созовёт экстренное заседание этого органа, а также осудило «наземные атаки, произошедшие в Израиле из сектора Газа», выразив соболезнования израильскому народу[21]. 8 сентября правительство объявило об операции по спасению граждан Бразилии в Израиле на самолёте Airbus A330 ВВС Бразилии в сопровождении врачей и психологов[22].

#### Великобритания
- Премьер-министр Риши Сунак заявил, что он шокирован нападениями ХАМАС на граждан Израиля. Он добавил, что «Израиль имеет абсолютное право на самозащиту», и сказал, что официальные лица Великобритании «находятся в контакте с израильскими властями», и посоветовал британским гражданам, находящимся в Израиле, «следовать советам относительно поездок»[23]. Лидер оппозиции Кейр Стармер также осудил нападения и заявил, что «Израиль имеет право защищать себя».

#### Венгрия
- Премьер-министр Виктор Орбан решительно осудил нападение на Израиль и заявил, что однозначно поддерживает право Израиля на самооборону. Он также выразил своё «сочувствие и соболезнования премьер-министру Нетаньяху», добавив, что «венгры молятся за народ Израиля в эти тёмные часы»[24].

#### Венесуэла
- Министерство иностранных дел Венесуэлы выступило с заявлением, в котором выразило «глубокую обеспокоенность недавними событиями в секторе Газа, при этом считая, что нападение является результатом невозможности палестинского народа найти место в многосторонней международной законности для отстаивания своей исторические права». В заявлении также содержится призыв к диалогу и выполнению резолюции 2334 Совета Безопасности ООН[25].

#### Вьетнам
- Представитель Министерства иностранных дел Фам Тху Хонг заявил, что Вьетнам «глубоко обеспокоен эскалацией насилия между ХАМАСом и Израилем, которая привела к массовым жертвам среди гражданского населения», а также призвал соответствующие стороны «проявлять сдержанность, воздерживаться от действий, которые осложняют ситуацию, и в ближайшее время возобновить переговоры по разрешению разногласий мирными средствами, на основе международного права и соответствующих резолюций Совета Безопасности ООН, обеспечивая безопасность и законные интересы гражданского населения»[26].

#### Гана
- Правительство Ганы более явно осудили ХАМАС и поддержали Израиль[27].

#### Германия
- Канцлер Олаф Шольц заявил, что он глубоко шокирован «ужасающими новостями» о «ракетном обстреле из сектора Газа и эскалации насилия». Он также сказал, что Германия осудила нападение ХАМАСа и поддерживает Израиль»[18]. Правительство Германии объявило о пересмотре финансовой помощи, предоставляемой Палестинской автономии[28]; было заморожено 125 млн евро (ФРГ является одним из крупнейших доноров Палестинских территорий: только прямая помощь составляет 50 млн евро в год, не считая финансирования проектов ООН и различных неправительственных организаций).

#### Грузия
- Министерство иностранных дел решительно осудило нападение на Израиль и выразило солидарность с израильским правительством и народом. Министерство также выразило свои соболезнования и пожелало скорейшего выздоровления раненым в ходе нападения[29][30].

#### Дания
- Министр иностранных дел Ларс Лёкке Расмуссен решительно осудил нападение на Израиль, добавив, что он «соболезнует израильским семьям погибших»[31].

#### Джибути
- Правительство Джибути ясно заявило о своей поддержке Палестины[27].

#### Египет
- Египет призвал Израиль и Палестину проявлять сдержанность[32]. В его заявлении также говорилось, что международное сообщество должно «призвать Израиль прекратить нападения и провокационные действия против палестинского народа и придерживаться принципов международного гуманитарного права в отношении ответственности государства-оккупанта»[32]. Министерство иностранных дел предупредил о «серьёзной опасности» и призвал к деэскалации[33].

#### Замбия
- Правительство Замбии более осудили ХАМАС и поддержали Израиль[27].

#### Индия
- Премьер-министр Нарендра Моди заявил, что правительство Индии осудило «террористические нападения на Израиль», добавив, что «мы солидарны с Израилем в этот трудный час»[34].

#### Индонезия
- Министерство иностранных дел выступило с заявлением, в котором выразило свою глубокую обеспокоенность «эскалацией конфликта между Палестиной и Израилем» и призвало к немедленному прекращению насилия, чтобы избежать дальнейших человеческих жертв. Он также заявил что оккупация Израиля палестинских территорий является причиной конфликта, и это должно быть решено в соответствии с параметрами, согласованными Организацией Объединенных Наций[35].

#### Иордания
- Король Абдалла II предупредил, что продолжающаяся эскалация конфликта будет иметь негативные последствия для региона, и призвал к сдержанности, защите гражданского населения и уважению международного гуманитарного права[36]. Министр иностранных дел Айман Сафади также предупредил о «неустойчивости» ситуации[37].

#### Ирак
- Официальный представитель иракского правительства заявил, что военные операции, предпринятые палестинцами, являются естественным результатом десятилетий «системного угнетения» со стороны «сионистских оккупационных властей»[38].

#### Иран
- Яхья Рахим Сафави, советник верховного лидера аятоллы Али Хаменеи, поздравил палестинских боевиков и заявил, что Иран «будет поддерживать палестинских боевиков» до «освобождения Палестины и Иерусалима». Во время сессии Исламской консультативной ассамблеи законодатели Ирана поднялись со своих мест и скандировали, крича: «Долой Израиль!», «Долой Америку!» и «Добро пожаловать, Палестина!»[39]. После телефонного разговора с лидером ХАМАС Исмаилом Ханией и лидером «Исламского джихада» Зиядом ан-Нахалой президент Ирана Ибрахим Раиси похвалил «законную защиту» палестинцев и заявил, что Израиль и его сторонники «должны быть привлечены к ответственности»[40]. Представитель министерства иностранных дел Насер Канаани заявил, что нападение ХАМАС продемонстрировало возросшую уверенность палестинцев в отношении Израиля[38].

#### Ирландия
- Премьер-министр Лео Варадкар решительно осудил нападения ХАМАСа на Израиль, назвав их «ужасающими», и заявил, что Ирландия однозначно осуждает нападения на мирных жителей. Министр иностранных дел и министр обороны Михол Мартен также осудил нападение, выразив аналогичные чувства. Они призвали к немедленному прекращению всех боевых действий[41].

#### Исландия
- Министр иностранных дел Тордис Колбрун Р. Гильфадоттир осудила нападение и заявила, что Израиль имеет право на защиту[42].

#### Испания
- Премьер-министр Педро Санчес решительно осудил нападение и назвал его терроризмом, а также потребовал немедленного прекращения неизбирательного насилия против гражданского населения, тем самым подтвердив неизменную приверженность Испании региональной стабильности[43].

#### Италия
- Министр иностранных дел Антонио Таяни заявил, что правительство Италии решительно осудило нападения на Израиль; заявив, что «жизни людей, безопасность региона и возобновление любого политического процесса находятся под угрозой». Он также призвал ХАМАС «немедленно прекратить это варварское насилие» и заявил, что Италия поддерживает «территориальную целостность Израиля и его право на самооборону» после жестокого нападения, произошедшего в Израиле», а так же решительно осудил «продолжающийся террор и насилие против невинных гражданских лиц». Канцелярия премьер-министра опубликовала заявление, в котором говорилось, что «итальянское правительство внимательно следит за жестоким нападением, происходящим в Израиле», и решительно осудило «продолжающийся террор и насилие против невинных гражданских лиц»[18].

#### Йемен
- Министерство иностранных дел подтвердило, что правительство Йемена следит за ходом событий и эскалацией, происходящей на оккупированных палестинских территориях, и призвало защитить гражданское население и положить конец провокациям израильских оккупационных сил и их неоднократным нападениям на палестинские территории, палестинский народ и его святыни. Он также подтвердил твёрдую позицию правительства Йемена по содействию осуществлению чаяний палестинского народа на достойную жизнь и созданию независимого палестинского государства со столицей в Восточном Иерусалиме в соответствии с Арабской мирной инициативой и соответствующими международными резолюциями и законодательство[44][45].

#### Казахстан
- Казахстан призывает стороны к поиску политических инструментов для разрешения ситуации мирным путём и не прибегать к действиям, которые могут привести к дальнейшей эскалации обстановки[46][47].
- 6 ноября 2023 года Казахстан перечислил в ООН миллион долларов гуманитарной помощи для палестинцев[48][49].

#### Канада
- Премьер-министр Джастин Трюдо заявил, что «Канада решительно осуждает нынешние террористические атаки на Израиль», и назвал насилие «совершенно неприемлемым». Он добавил, что Канада поддерживает Израиль и полностью поддерживает «его право на самозащиту»[50].

#### Катар
- Министерство иностранных дел Катара выступило с заявлением, в котором говорилось, что только Израиль несёт ответственность за продолжающуюся эскалацию насилия в отношении палестинского народа[51].

#### Кения
- Корир Синг'Оэй, министр иностранных дел Кении, заявил, что Кения решительно осуждает «гнусное террористическое нападение на Израиль и сожалеет о кровавой бойне и бессмысленной гибели людей», одновременно отвергая «планировщиков, спонсоров и исполнителей террористической атаки на Израиль. Он признал «право Израиля на ответные меры», но также призвал к «мирному пути разрешения этого прискорбного развития событий»[52].

#### Кипр
- Президент Кипра Никос Христодулидис и посольство Кипра в Израиле осудили нападения и заявили, что Кипр поддерживает Израиль[53].

#### Кыргызстан
- Министерство иностранных дел Киргизии призывает стороны к прекращению боевых действий и скорейшему началу дипломатического диалога в целях достижения мира и стабилизации ситуации на Ближнем Востоке[54][55][56][57][58].

#### Китай
- Министерство иностранных дел выразило глубокую обеспокоенность «текущей эскалацией напряженности и насилия между Палестиной и Израилем» и призвало соответствующие стороны «сохранять спокойствие, проявлять сдержанность и немедленно прекратить боевые действия, чтобы защитить гражданское население и избежать дальнейшего ухудшения ситуации»[59].

#### Китайская Республика[комм. 1]
- Министр иностранных дел Китайской Республики (Тайваня) У Чжао-се осудил нападение на Израиль, заявив, что «Тайвань решительно осуждает неизбирательные нападения на израильтян, осуществляемые ХАМАСом. Мы солидарны с Израилем и осуждаем все формы терроризма. Мы соболезнуем семьям погибших».

#### Колумбия
- Министерство иностранных дел выступило с заявлением, призывающим к срочному возобновлению «диалога между Израилем и Палестиной, чтобы начать мирный процесс, ведущий к мирному сосуществованию в рамках взаимно согласованных безопасных границ и признанных на международном уровне, при полной поддержке территориальной целостности Израиля»[60].

#### Кувейт
- Кувейт обвинил Израиль в провокации конфликта[37].

#### Литва
- Президент Гитанас Науседа заявил, что Литва однозначно осудила нападения ХАМАС на мирных жителей Израиля и полностью поддерживает «Израиль в эти ужасные часы», а также выразила «соболезнования семьям погибших». Он также сказал, что «Израиль имеет право защищать себя»[61].

#### Малайзия
- Министерство иностранных дел Малайзии выступило с заявлением, в котором выразило «обеспокоенность по поводу последней эскалации на Ближнем Востоке», возложив вину за первопричину на «длительную незаконную оккупацию, блокаду и страдания, осквернение Аль-Аксы, а также политику лишение собственности со стороны Израиля как оккупанта». Они призвали вернуться к границам, существовавшим до 1967 года, и призвали Совет Безопасности ООН «потребовать от всех сторон прекратить насилие, а также уважать и защищать жизни невинных гражданских лиц»[62].

#### Мальта
- Мальта призвала Совет Безопасности ООН провести заседание по поводу конфликта[63].

#### Марокко
- Министр иностранных дел Марокко выразил «глубокую обеспокоенность ухудшением ситуации и началом военных действий в секторе Газа» и осудил «нападения на мирных жителей, где бы они ни находились»[45].

#### Молдова
- Президент Майя Санду решительно осудила «нападение Хамаса на невинных граждан Израиля»[64].

#### Нигерия
- Юсуф Туггар, министр иностранных дел Нигерии, призвал к деэскалации и попросил обе стороны «проявлять сдержанность, уделять приоритетное внимание безопасности гражданского населения и давать место гуманитарным соображениям»[65].

#### Нидерланды
- Премьер-министр Марк Рютте заявил, что он поговорил с премьер-министром Нетаньяху о нападении ХАМАСа на Израиль и «сказал ему, что Нидерланды однозначно осуждают это террористическое насилие и полностью поддерживают право Израиля на самооборону»[18].

#### Новая Зеландия
- Министр иностранных дел Новой Зеландии Наная Махута выразила глубокую обеспокоенность вспышкой насилия между Израилем и сектором Газа. Она призвала к немедленному прекращению насилия, защите всех гражданских лиц и соблюдению международного гуманитарного права[66]. Премьер-министр Крис Хипкинс впоследствии заявил, что Новая Зеландия безоговорочно осудила террористические атаки ХАМАСа, заявив, что нападение на мирных жителей и захват заложников нарушает фундаментальные международные гуманитарные принципы. Хипкинс также заявил, что Израиль имеет право защищать себя[67].

#### Норвегия
- Премьер-министр Йонас Гар Стёре решительно осудил нападение на израильских мирных жителей, назвав ситуацию «беспрецедентной». Он также заявил, что «Израиль имеет право защищаться от военного нападения» и что «важно, чтобы насилие не эскалировалось»[68].

#### ОАЭ
- Министр иностранных дел ОАЭ призвал к немедленному прекращению огня[69].

#### Оман
- В своем заявлении министерство иностранных дел Омана призвало международное сообщество «немедленно вмешаться, чтобы остановить продолжающуюся эскалацию и прибегнуть к нормам международного права». Они подтвердили свою поддержку решения о создании двух государств, включающего создание палестинского государства со столицей в Восточном Иерусалиме[70].

#### Пакистан
- Министерство иностранных дел опубликовало заявление, призывающее к немедленному прекращению огня и возвращению к мирным переговорам, заявив, что они «внимательно следят за развивающейся ситуацией»[71]. Пакистан также подтвердил свою позицию, согласно которой решение конфликта заключается в сосуществовании двух государств, включая создание жизнеспособного, суверенного и смежного Государства Палестина со столицей в Иерусалиме[72].

#### Панама
- Президент Лаурентино Кортисо «решительно» осудил нападения и выразил солидарность с израильским народом[19][73].

#### Парагвай
- Президент Сантьяго Пенья осудил «эти бесчеловечные действия, которые угрожают миру во всем мире».

#### Польша
- Министр иностранных дел Збигнев Рау решительно осудил «нападения ХАМАС на Израиль»[18]. Министр обороны Мариус Блащак объявил, что два транспортных самолёта C-130 будут задействованы для эвакуации 200 граждан Польши из Израиля[74].

#### Португалия
- Президент Марселу Ребелу де Соуза и премьер-министр Антониу Коста осудили нападения ХАМАС как «неприемлемые» и заслуживающие «решительного осуждения»[75].

#### Республика Корея
- Министерство иностранных дел Южной Кореи опубликовало заявление, в котором говорилось, что правительство Южной Кореи решительно осудило «неизбирательные нападения сектора Газа на Израиль, включая ракетные обстрелы», и призвало «немедленно прекратить» их[76].

#### Косово[комм. 2]
- Президент Вьоса Османи осудила нападение ХАМАС, назвав его «террористической атакой против невинного народа Израиля», и выразила непоколебимую солидарность с Государством Израиль[77]. Премьер-министр Альбин Курти также осудил «террористические нападения на Израиль», добавив, что Косово солидарно с пострадавшими[78].

#### Россия
- Россия выступила с заявлением, призывающим к сдержанности, а заместитель министра иностранных дел Михаил Богданов заявил, что они находятся в контакте с обеими сторонами[79]. Президент Владимир Путин связал обострение палестино-израильского конфликта с провалом политики США в регионе, которые не занимались поиском компромиссов для двух сторон и не учитывали коренных интересов палестинцев. Он выразил позицию России в этом вопросе, заключающуюся в призыве к обеим сторонам минимизировать ущерб для гражданского населения и свести его к нулю[80]. Постоянный представитель России в ООН Василий Небензя заявил, что Израиль не имеет права на самооборону[81].

#### Румыния
- Президент Клаус Йоханнис решительно осудил нападение на Израиль, добавив, что Румыния «полностью солидарна с Израилем в эти ужасные моменты»[82].

#### Саудовская Аравия
- Министерство иностранных дел опубликовало заявление, призывающее к «немедленному прекращению» «эскалации» в Израиле и секторе Газа. В нём также говорилось, что они «внимательно следят за развитием беспрецедентной ситуации между рядом палестинских группировок и израильскими оккупационными силами, которая привела к высокому уровню насилия, имеющему место на ряде фронтов», и повторили «свои неоднократные предупреждения [Израилю] об опасностях обострения ситуации в результате продолжающейся оккупации и лишения палестинского народа его законных прав, а также повторения систематических провокаций против его святынь»[83].

#### Северная Македония
- Президент Стево Пендаровский осудил «террористические нападения на Израиль и убийства невинных мирных жителей»[84][85].

#### Сербия
- Президент Александр Вучич выразил свою поддержку Израилю, заявив: «Мы осуждаем ужасающие нападения на Израиль. Еврейский народ пережил историю страданий, и Израиль заслуживает жить в мире и безопасности»[86].

#### Сингапур
- Представитель Министерства иностранных дел выступил с заявлением, в котором говорилось, что Сингапур решительно осудил «ракетные и террористические атаки из сектора Газа на Израиль»[87].

#### Словакия
- Министр обороны Словакии Мартин Скленар «решительно» осудил нападения ХАМАС и поддержал право Израиля на самооборону.

#### Судан
- Правительство Судана ясно выразило о своей поддержке Палестины[27].

#### США
- Президент Джо Байден выступил с заявлением, в котором осудил нападения и заявил, что готов предложить «все соответствующие средства поддержки правительству и народу Израиля»[18][88]. Исполняющая обязанности посла в Израиле Стефани Халлетт заявила, что её «тошнит от изображений погибших и раненых мирных жителей от рук террористов из Газы, доносящихся из южного Израиля». Белый дом опубликовал заявление, в котором говорилось, что Соединённые Штаты «безоговорочно осуждают неспровоцированные нападения террористов ХАМАС на израильское гражданское население»[89].

#### Таджикистан
- Министерство иностранных дел Таджикистана решительно осудило акты насилия и призывает стороны незамедлительно положить конец насилию и начать диалог для нормализации ситуации, чтобы эскалация напряжённости на Ближнем Востоке не взросла[90].

#### Таиланд
- Премьер-министр Сеттха Тхависин выразил свои глубочайшие соболезнования правительству и народу Израиля и осудил нападение ХАМАС[91]. Он также поставил Королевские ВВС Таиланда в режим готовности, чтобы в случае необходимости эвакуировать своих граждан из Израиля[92].

#### Турция
- На съезде правящей партии ПСР в Анкаре президент Реджеп Тайип Эрдоган призвал израильтян и палестинцев действовать сдержанно и воздерживаться от враждебных действий, которые могут усугубить ситуацию[18][93].

#### Узбекистан
- Министерство иностранных дел Узбекистана призывает противоборствующие стороны принять все меры для скорейшего прекращения вооруженного противостояния и урегулирования кризиса политико-дипломатическими средствами[94][95].

#### Украина
- Министерство иностранных дел заявило, что Украина решительно осуждает «террористические атаки» против Израиля, включая ракетные обстрелы гражданского населения в Иерусалиме и Тель-Авиве. Также он и президент Владимир Зеленский выразили свою «поддержку Израилю в его праве защищать себя и свой народ», Зеленский также заявил, что «сегодняшнее террористическое нападение на Израиль было хорошо спланировано, и весь мир знает, какие спонсоры терроризма могли поддержать и способствовать его организации»[18].

#### Уругвай
- Президент Луис Лакалье Поу заявил, что он решительно осуждает нападения ХАМАС и призывает к «немедленному прекращению насилия против израильского народа»[96]. Министерство иностранных дел опубликовало заявление, в котором заявило, что правительство и народ Уругвая решительно «осуждают террористические действия, происходящие против Израиля и его населения», а также они подчеркнули своё неприятие терроризма и приверженность безопасности Израиля[97][98].

#### Филиппины
- Канцелярия президента опубликовала заявление, в котором выразила «свои глубочайшие соболезнования тем, кто потерял членов своих семей и близких в результате недавних нападений». Он также осудил нападение и заявил, что «Филиппины поддерживают право на самооборону в свете внешней агрессии, признанное в Уставе Организации Объединенных Наций»[99].

#### Финляндия
- Министр иностранных дел Элина Валтонен самым решительным образом осудила «террористические ракетные обстрелы Израиля»[100].

#### Франция
- Президент Эммануэль Макрон решительно осудил нападение и выразил «полную солидарность с жертвами, их семьями и близкими»[18]. Посольство Франции в Израиле также осудило нападения и назвало действия ХАМАС «недопустимыми террористическими атаками»[101].

#### Хорватия
- Премьер-министр Андрей Пленкович осудил нападения, назвав их «террористическими актами против мирного населения», и выразил солидарность с Израилем. Министр иностранных дел Гордан Грлич-Радман также осудил нападение и выразил солидарность с Израилем.

#### Черногория
- Президент Яков Милатович осудил «нападение ХАМАС на Израиль» и выразил «соболезнования семьям погибших израильтян в результате нападений»[102].

#### Чехия
- Премьер-министр Петр Фиала осудил нападение, заявив, что он соболезнует «семьям невинных жертв насилия» и пожелал «нашим друзьям в Израиле как можно скорейшего разрешения ситуации и реализации их амбиций жить в мире и безопасности».

#### Чили
- Президент Габриэль Борич выразил «абсолютное осуждение» нападений «на ряд городов и посёлков Израиля», выразив соболезнования семьям погибших и выразив свою солидарность с народом Израиля. Он также призвал положить конец «не способствующему» насилию и призвал международное сообщество провести «прямые и добросовестные переговоры» между Израилем и Палестиной, которые могли бы привести к мирному соглашению, которое было бы «справедливым, полным и окончательным». Он также поддержал решение о создании двух государств с согласованными безопасными границами, взаимно и международно признанными[103].

#### Швеция
- Министр иностранных дел Тобиас Билльстрём осудил нападение на Израиль и заявил, что правительство Швеции солидарно со всеми гражданскими лицами, пострадавшими от нападавших[104].

#### ЮАР
- Министерство иностранных дел выступило с заявлением, призывающим к деэскалации и возложившим вину за «продолжающуюся незаконную оккупацию палестинских земель, продолжающееся расширение поселений, осквернение мечети Аль-Акса и христианских святынь, а также продолжающееся притеснение палестинского народа». ЮАР подтвердила свою поддержку решения о создании двух государств[105].

#### Япония
- Представитель Министерства иностранных дел заявил, что Япония «решительно осуждает ракетные обстрелы и вооружённые вторжения против Израиля», и выразил «свои соболезнования семьям погибших и искреннее сочувствие раненым»[106].

## Межправительственные и международные организации

#### Африканский союз
- Председатель Комиссии Африканского союза Мусса Факи выразил «крайнюю обеспокоенность» ситуацией и призвал обе стороны к немедленному прекращению боевых действий, кроме того, он напомнил, что отрицание основных прав палестинского народа, особенно права независимого и суверенного государства, является «главной причиной перманентной израильско-палестинской напряженности»[107].

#### Европейский союз
- Председатель Европейской комиссии Урсула фон дер Ляйен заявила, что она «безоговорочно» осудила «нападение, совершенное террористами ХАМАСа на Израиль», назвав его «терроризмом в его самой отвратительной форме», а также она заявила, что «Израиль имеет право защищаться от таких отвратительных форм атаки»[18]. Посол ЕС в Израиле Димитер Цанчев также осудил нападение[108].

#### Лига арабских государств
- Лига арабских государств заявила, что «продолжающаяся реализация Израилем насильственной и экстремистской политики является миной замедленного действия, лишающей регион каких-либо серьёзных возможностей для стабильности в обозримом будущем»[37].

#### НАТО
- Пресс-секретарь Дилан Уайт заявил в своем заявлении, что блок осудил «террористические нападения ХАМАС на Израиль, на партнёра НАТО» и что «Израиль имеет право защищаться»[109].

#### ООН
- Специальный координатор Организации Объединенных Наций по ближневосточному мирному процессу Тор Веннесланд осудил нападение, заявив, что «события привели к ужасающим сценам насилия и многочисленным жертвам и ранениям израильтян, многие из которых, как полагают, были похищены внутри сектора». Он также призвал «немедленно прекратить отвратительные нападения на мирных жителей»[110]. Временные силы ООН в Ливане заявили, что усиливают своё присутствие вблизи границы с Израилем, включая «операции по противодействию запуску ракет»[38].
- 24 октября генеральный секретарь ООН Антониу Гутерриш выступил с призывом к «немедленному гуманитарному прекращению огня». Совет Безопасности ООН рассматривал резолюции по этому вопросу, но итоговой резолюции так и не принял[111]. Представитель Израиля в ООН Гилад Эрдан и другие члены делегации Израиля 30 октября демонстративно надели жёлтые звёзды в знак протеста против того, что СБ ООН так и не осудил ХАМАС, пообещав носить их до принятия соответствующей резолюции[112][113].

## Публичные персоны

### В поддержку израильской стороны
Начиная с 7 октября 2023 года в медиа стали появляться комментарии публичных персон о событиях новой волны палестино-израильского конфликта. Так, в поддержку Израиля высказались Галь Гадот, Крис Пайн, Райан Мерфи, Эми Шумер и Майкл Дуглас — они и ещё несколько сотен знаменитостей подписали открытое письмо в поддержку Израиля и с осуждением действий ХАМАС:
Ночной кошмар, которого израильтяне боялись десятилетиями, стал реальностью, когда террористы ХАМАСа напали на израильские города … Это терроризм. Это зло. Действиям ХАМАСа нет оправдания и рационализации. Это варварские акты терроризма, которые должны быть осуждены всеми.

Это террористическая организация, лидеры которой призывают убивать евреев повсюду. В ближайшие дни и недели, когда Израиль предпримет необходимые шаги для защиты своих граждан, социальные сети будут заполнены кампанией дезинформации, организованной Ираном. Мы призываем всех помнить об ужасающих кадрах, которые были получены из Израиля, и не поддаваться пропаганде.
Некоторые из подписантов выразили позицию и через свои блоги — например, Джейми Ли Кёртис заявила о поддержке израильской стороны, но по ошибке сопроводила свой пост фотографией раненых палестинских детей. Среди российских знаменитостей Израиль поддержали Максим Галкин, Семён Слепаков, Михаил Шац и Андрей Макаревич.
Более сдержанную позицию высказала Мадонна: во время концерта в Лондоне певица призвала общество «не терять человечности», осудила насилие в отношении женщин и детей, а также выступила против преступлений на почве ненависти как в отношении евреев, так и в отношении мусульман.

### В поддержку мирных жителей Палестины
Заявления в поддержку палестинской стороны звёзды делают более аккуратно: они оговариваются, что не поддерживают ХАМАС, но при этом призывают обратить внимание на трудности, с которыми приходится сталкиваться мирным гражданам Палестины как из-за действий террористов, так и из-за военной кампании Израиля.

Так, о своей поддержке Палестины высказалась американская супермодель Белла Хадид: она выступила против того, чтобы мирных палестинцев воспринимали «не более как террористов, бросивших вызов миру». Хадид рассказала о том, что её семья во время Войны за независимость Израиля была вынуждена покинуть свой дом и стать беженцами, а гонения на палестинцев продолжились и после 1949 года, когда Израиль обрёл государственность и суверенитет: 
Моя семья была свидетелем 75 лет насилия над палестинским народом — прежде всего, жестоких вторжений поселенцев, которые приводили к разрушению целых общин, хладнокровным убийствам и насильственному изгнанию семей из их домов. Практика создания поселений на палестинских землях продолжается и по сей день. Боль от этого невообразима.

Мы должны продолжать оказывать давление на наших лидеров, где бы мы ни находились, чтобы они не забывали о насущных нуждах жителей Газы и чтобы невинные палестинские мирные жители не стали забытыми жертвами этой войны. Я поддерживаю человечество, зная, что мир и безопасность принадлежат всем нам.
О праве палестинского народа на независимость высказалась Миа Халифа: она призвала местных жителей снимать происходящее на смартфоны и назвала их «борцами за свободу», однако осудила насильственные действия террористов. Из россиян в поддержку Палестины высказались Хасбик и Хабиб Нурмагомедов. Также о поддержке палестинцев заявили Марк Руффало, Джиджи Хадид, а также Сюзан Сарандон и Джастин Бибер высказались о «демонизации израильтян и палестинцев».

Анжелина Джоли в серии постов в своем блоге поддержала мирных палестинских граждан и осудила военные действия Израиля, которые ставят под угрозу их жизнь и безопасность. «Гуманность требует немедленного прекращения огня. Жизни палестинцев и израильтян — и жизни всех людей во всем мире — имеют одинаковое значение», — обратилась Джоли к своей аудитории. Однозначно осудив террористические атаки ХАМАС, модель, актриса и активистка также подчеркнула:
То, что произошло в Израиле, является актом террора. Но это не может оправдывать гибель невинных людей в результате бомбардировки гражданского населения Газы, которому некуда идти, у которого нет доступа к пище и воде, нет возможности эвакуироваться и даже нет элементарного человеческого права пересечь границу в поисках убежища… В центре моего внимания — люди, вынужденные покидать свои дома в результате насилия в любом контексте. Население Газы составляет более 2 млн человек (половина из них — дети), которые уже почти два десятилетия живут в условиях жесткой блокады, постоянных перемещений и отсутствия гражаданства. Те немногие грузовики с гуманитарной помощью, которые поступают, составляют лишь малую часть того, что необходимо (и что до нынешнего конфликта доставлялось ежедневно), а бомбардировки ежедневно вызывают новые отчаянные гуманитарные потребности. Отказ в помощи, топливе и воде — это коллективное наказание народа.
21 октября 2023 года ряд знаменитостей подписали открытое письмо к президенту США Джо Байдену с требованием призвать Израиль к прекращению огня — среди подписантов документа, в котором, кроме прочего, осуждается убийство мирных палестинцев и израильтян, были Dua Lipa, Tommy Genesis, Кейт Бланшетт, Риз Ахмед, Хоакин Феникс, Дженнифер Лопес, Адам Ламберт, Дрейк, Джон Кьюсак и не только.
С критикой израильских властей выступила и эко-активистка Грета Тунберг: она заявила, что «мир должен призвать к немедленному прекращению огня, справедливости и свободе для палестинцев и всех пострадавших гражданских лиц», а также поделилась в социальных сетях постом про-палестинских активистов с информацией о «геноциде» местного палестинского населения; согласно пресс-релизу ООН от 2 ноября 2023 года, если стороны конфликта (главным образом Израиль) не прекратят бомбардировки, то мирное население Палестины действительно рискует погибнуть в результате гуманитарной катастрофы и геноцида.

## Благотворительные и неправительственные организации
- Индонезийская неправительственная организация «Комитет экстренного медицинского спасения» (MER-C) осудила Израиль после сообщения о том, что Израиль напал на его больницу в секторе Газа и убил одного из её сотрудников[128].
- После авиаудара Израиля по палестинской больнице организация «Врачи без границ» призвала «все стороны уважать инфраструктуру здравоохранения»[129].
- В знак солидарности с Палестиной организация MERCY Malaysia подтвердила, что следит за ситуацией в секторе Газа и изучает возможности оказания помощи в виде медицинской помощи, психосоциальной поддержки и медикаментов[130].
- Египетский Красный Полумесяц отправил в сектор Газа более двух тонн медикаментов[131].

## Религиозные организации
- Мечеть Аль-Азхар аш-Шариф в Каире, считающаяся главным центром религиозного обучения суннитского ислама, опубликовала заявление, в котором говорится, что она «твёрдо стоит, оказывая полную поддержку свободному народу Палестины, который пришёл, чтобы возродить нашу уверенность в себе,  спасательный круг и давно утраченное чувство жизни». Он также раскритиковал «двойные стандарты» международного сообщества, когда дело касается палестинского дела[132].
- Вселенский Патриарх Константинопольский Варфоломей опубликовал послание, в котором говорилось: «Наши соболезнования и молитвы особенно обращены к мирным жителям... и особенно ко всем невинным детям, которые заслуживают того, чтобы вырасти в поистине «Земле обетованной» мира и процветания»[133].
- После молитвы «Ангел Господень» 8 октября Папа Франциск призвал прекратить боевые действия и заявил, что «терроризм и война не приводят к какому-либо решению, а только к смерти и страданиям стольких невинных людей», добавив, что «Война  это всегда поражение»[134].
- Латинский Патриархат Иерусалима призвал международное сообщество и религиозных лидеров «приложить все усилия, чтобы помочь деэскалации ситуации, восстановить спокойствие и работать, чтобы гарантировать фундаментальные права людей в регионе» и поддержал сохранение «статуса-кво» в отношении всех святых мест на Святой Земле, особенно в Иерусалиме, а также «острой необходимости найти прочное и всеобъемлющее решение палестино-израильского конфликта на этой земле»[135].
- Генеральный секретарь Англиканского сообщества епископ Энтони Погго выразил соболезнования жителям региона и помолился за безопасность мирных жителей и прекращение насилия, а также за предстоятеля Епископальной церкви Иерусалима и Ближнего Востока Хосама Наума[136].

### Исламистские организации

#### Ансарулла
- Политбюро «Ансарулла», движения хуситов, заявило, что «операция «Наводнение Аль-Акса» выявила слабость, хрупкость и бессилие временного сионистского образования, одновременно продемонстрировав силу и эффективность сопротивления в Палестине и его способность нанести удар вглубь Израиля»[137]. В нём также говорилось, что йеменцы поддерживают палестинцев и движения сопротивления, объясняя, что они готовы участвовать в битве по защите Палестины и национальных святынь от «узурпаторского» сионистского образования[137].

#### Катаиб Хезболла
- Организация «Катаиб Хезболла» выразила свои поздравления палестинскому народу в связи с «сломлением воли сионистского образования» и подчеркнула важность продолжения сопротивления и единства в противостоянии противнику[138].

#### Хезболла
- Организация «Хезболла» поздравила группировку ХАМАС и выразила свою поддержку нападению, рассматривая его как ответ на «преступления Израиля». Организация отметила, что боевики воспользовались поддержкой в данной операции. Кроме того, было заявлено, что руководство Хезболлы в Ливане поддерживало контакт с ХАМАСом относительно проведения данного действия[139].

## Спорт
- На следующий день после вторжения ХАМАС в Израиль, УЕФА отменил все запланированные футбольные матчи на следующие две недели в Израиле, включая отборочный матч к турниру Евро-2024 между Израилем и Швейцарией и квалификационный матч чемпионата Европы 2025 года среди юношей до 21 года между Израилем и Эстонией, которые должны были состояться 12 октября. Он также отменил квалификационный матч между Израилем и Германией 17 октября и мини-турнир чемпионата Европы среди юношей до 17 лет 11—17 октября с участием Израиля, Бельгии, Гибралтара и Уэльса[140].
- Баскетбольная Евролига также приостановила все домашние матчи израильских клубов, в том числе «Хапоэль» из Тель-Авива и «Маккаби Тель-Авив». Команды отправляют своих игроков на Кипр, чтобы возобновить там сезон[141][142].
- В Соединённом Королевстве растёт давление на футбольную ассоциацию Англии и Премьер-лигу с требованием опубликовать заявления и почтить память жертв нападений ХАМАСа, при этом некоторые отмечают, что другие трагедии, катастрофы и социальные движения были почтилены гораздо быстрее[143][144].

Заявления, осуждающие террористические нападения ХАМАС на израильское гражданское население и одновременно призывающие к миру для гражданского населения в регионе, опубликовали также НФЛ, НБА, MLB, НХЛ, MLS, WNBA, NWSL и PGA Tour. Многие команды в своих лигах также опубликовали собственные заявления с тем же посланием. Однако они подверглись критике за то, что они не опубликовали заявления в отношении палестинских мирных жителей, которые также погибли в ходе конфликта.

## Политические деятели

#### Аргентина
- Кандидаты в президенты Аргентины Хавьер Милей, Патрисия Булрич[англ.], Серхио Масса и Хуан Скьяретти[англ.] высказались в поддержку Израиля, но Мириам Брегман[англ.] высказалась в поддержку ХАМАС[150].

#### Россия
- Глава Чеченской Республики Рамзан Кадыров призвал всех мусульман и граждан России поддержать Палестину и предложил отправить чеченских миротворцев[151].

#### США
- Бывший президент США Дональд Трамп обвинил иранское правительство в поддержке атаки ХАМАС и заявил, что атаке могло способствовать согласие администрации Байдена разморозить 6 миллиардов долларов иранских фондов в обмен на освобождение заключённых в сентябре 2023 года[152].

## Демонстрации

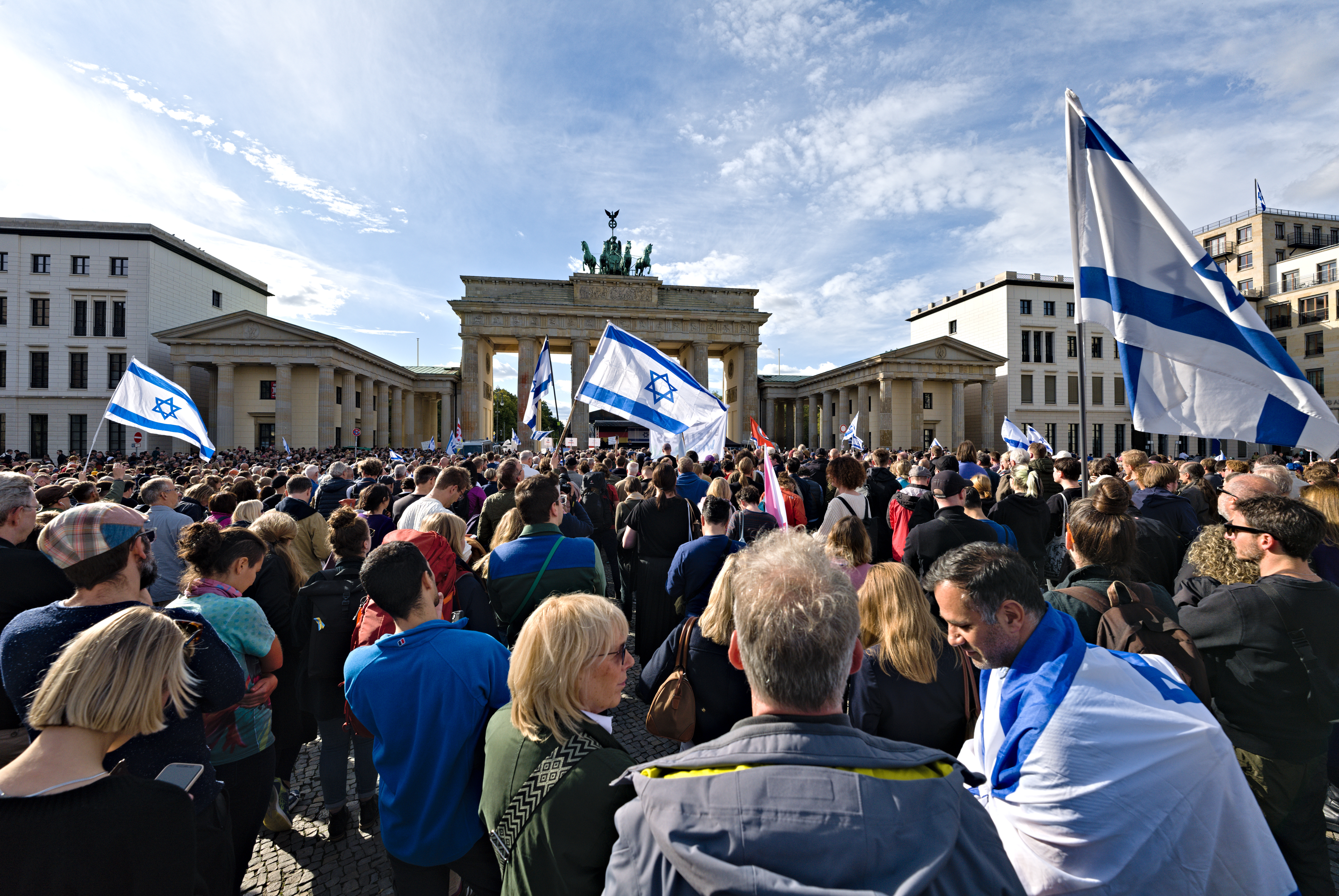
Акция в поддержку Израиля в Берлине

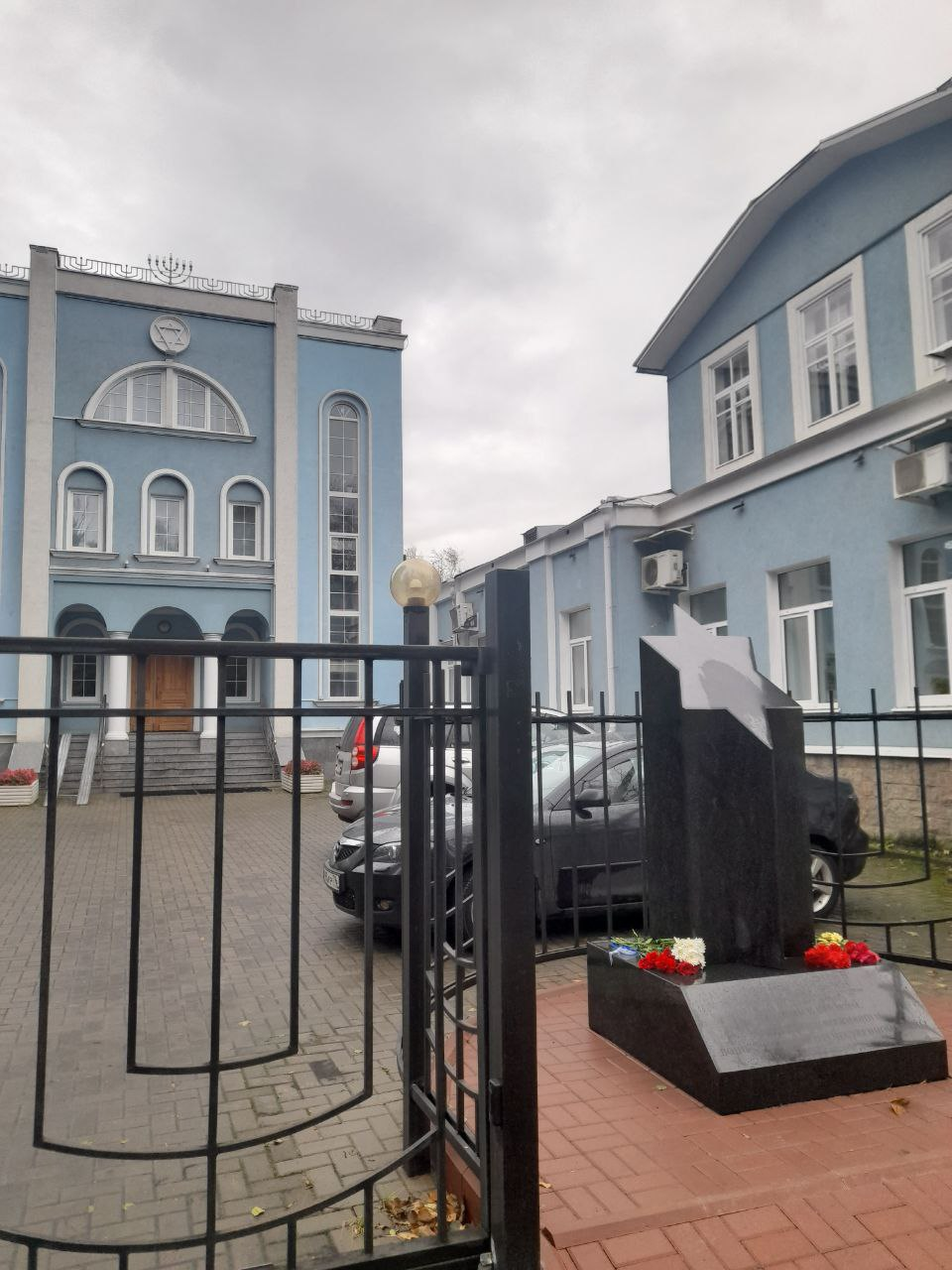
Стихийный мемориал у синагоги в Ярославле

В разных городах Германии прошли акции солидарности с жителями Израиля, Бранденбургские ворота в Берлине были подсвечены цветами израильского флага. В то же время 8 октября на Зонненаллее в берлинском районе Нойкёльн прошёл пропалестинский митинг с участием около 100 человек. Демонстранты, размахивая палестинскими флагами, стали скандировать антиизраильские лозунги, вследствие чего полиция разгнала мероприятие. В ответ демонстранты забросали сотрудников служб бутылками и камнями, позднее с пешеходного моста были скинуты плиты на полицейскую машину. В результате было задержано 40 человек, возбуждено 36 административных и шесть уголовных дел. Представитель берлинской полиции Бенджамин Йендро назвал отвратительным и бесчеловечным в ответ на события в Израиле «празднование на улицах Берлина с песнопениями и выпечкой» (активисты, предположительно имеющие отношение к группировке «Самидун», ещё днём в знак радости начали раздавать на Зонненаллее пахлаву). Представители как правящих, так и оппозиционных партий Германии отметили, что подобные действия идут вразрез с ценностями страны; в ХДС раздались требования выдворить участников акции, не имеющих немецкого гражданства, тогда как «зелёные» призвали запретить «Самидун». Пропалестинские акции были временно запрещены судом в Берлине (однако они прошли в Дюссельдорфе и Кёльне, где состоялась и акция солидарности с Израилем). Во Франции пропалестинские демонстрации были временно запрещены, как опасные для общества.
В Бишкеке 28 октября 2023 года прошёл митинг в честь поддержку народа Палестины, в котором более тысячу участников якобы «выразили протест против израильской оккупации Палестины» и призвали прекратить «геноцид в секторе Газа». Турсунбай Бакир уулу, лидер партии «Эрк», назвал Израиль «фашистским государством». Организаторы собрали пожертвования для помощи палестинцам, и призвали бойкотировать компании, принадлежащие гражданам Израиля.

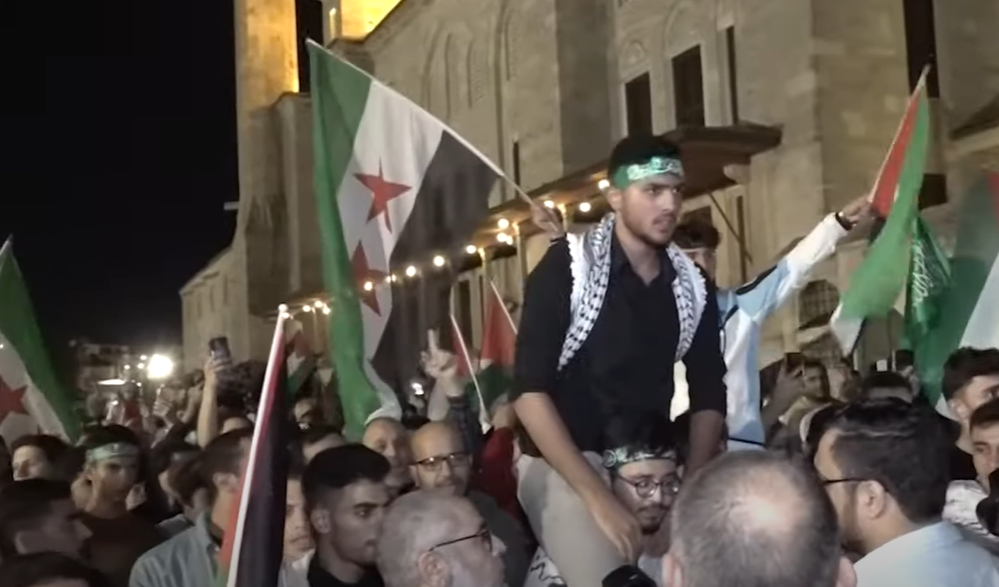
Акция в поддержку Палестины в Стамбуле

Демонстрации солидарности с палестинскими группами прошли во многих странах Ближнего Востока, таких как Йемен, Иордания, Ливан, Кувейт, Турция, Бахрейн и Иран. А также прошли небольшие митинги в Берлине, Лондоне и Нью-Йорке.